# Głowy wawelskie
Głowy wawelskie – renesansowe drewniane rzeźby głów zdobiące strop sali Poselskiej na Zamku Królewskim na Wawelu, w Krakowie. Wymowa stropu jest alegoryczna, głowy przedstawiają osoby różnych stanów, np. królów, żołnierzy, dworzan.

## Historia

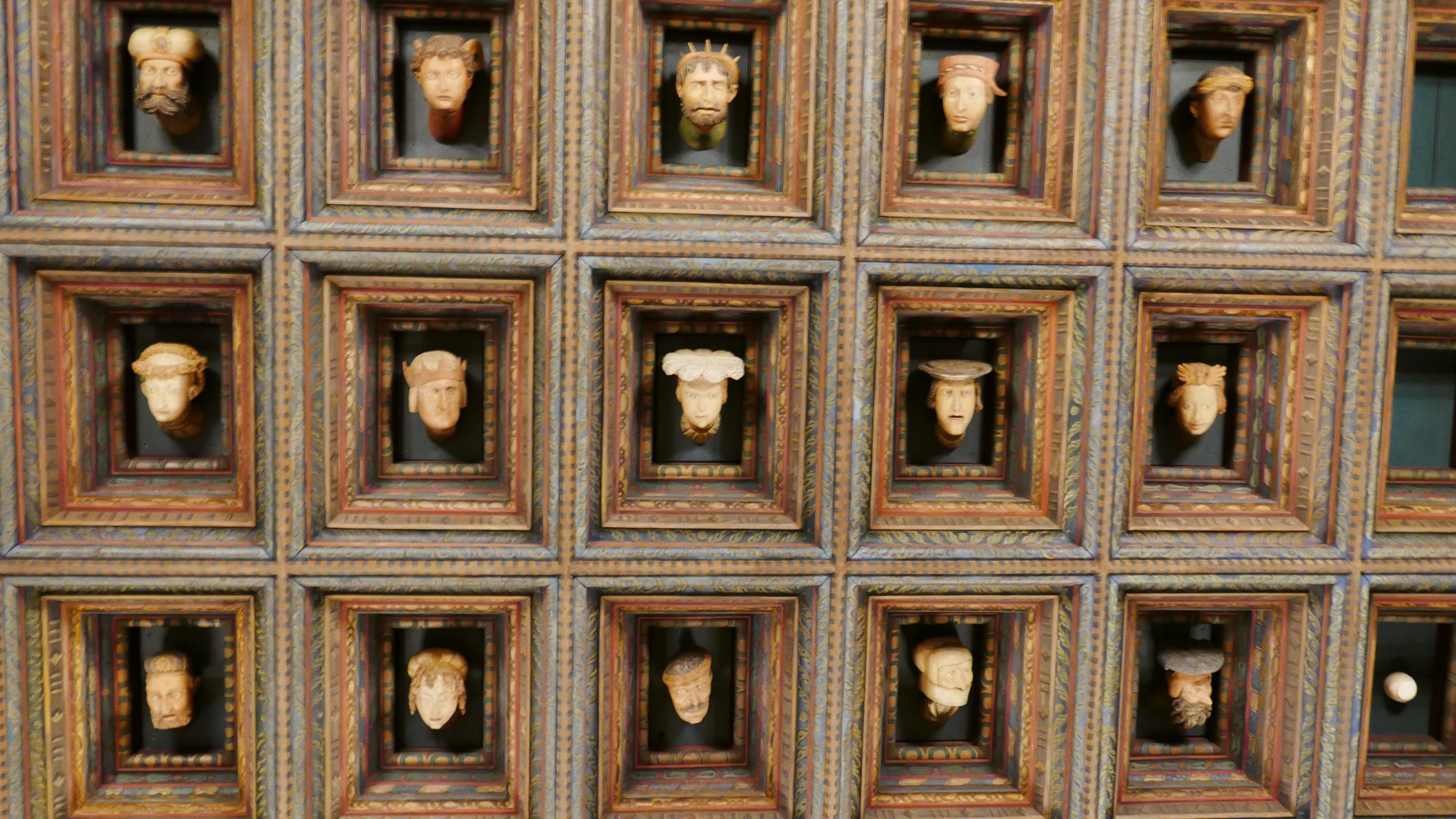
Głowy wawelskie

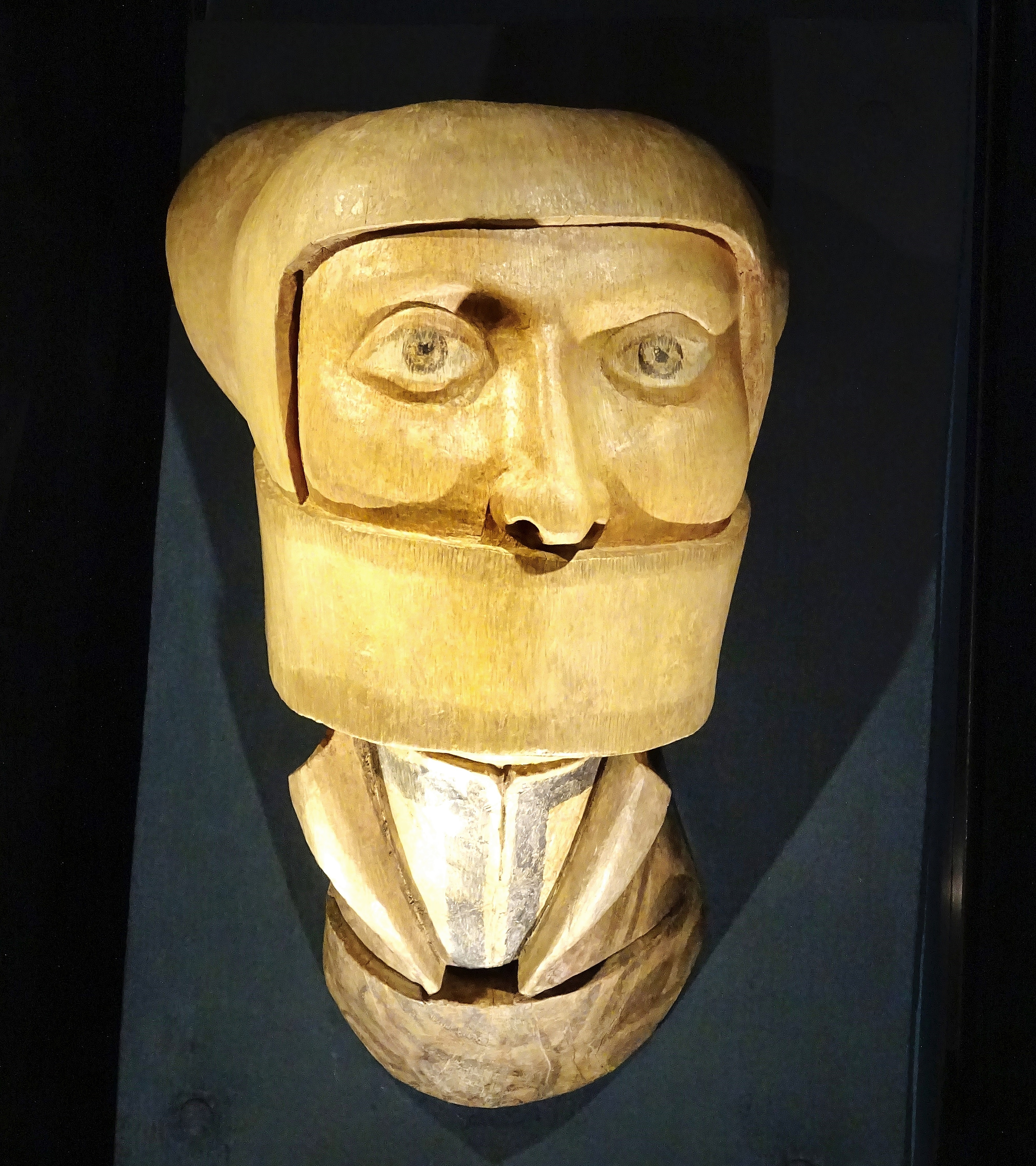
Rzeźba kobiety z zasłoniętą twarzą

Rzeźby powstały w warsztacie Sebastiana Tauerbacha i Hansa Snycerza ok. 1540. W kasetonowym suficie sali znajdowały się pierwotnie 194 głowy, do dziś przetrwało ich 30. Ozdobiony głowami strop dotrwał, choć w nie najlepszym stanie, do końca I Rzeczypospolitej. Najprawdopodobniej między 1804 a 1807 został zniszczony w trakcie adaptacji pomieszczeń zamkowych na austriackie koszary. Trzydzieści ocalonych głów zabrała do Domku Gotyckiego w Puławach księżna Izabela Czartoryska. W 1869 dwadzieścia cztery z nich zostały wywiezione do Moskwy, w związku z konfiskatą części majątku należącego do Czartoryskich. Sześć dalszych w niewiadomym czasie stało się własnością Bolesława Podczaszyńskiego, a po jego śmierci prof. Stanisława Tarnowskiego, rektora Uniwersytetu Jagiellońskiego. W 1921 wdowa po profesorze Róża Tarnowska przekazała je Wawelowi. Po zawarciu pokoju ryskiego (1921) do Polski powróciły również pozostałe głowy. W 1927 cała ocalona trzydziestka została umieszczona w kasetonach stropu sali Poselskiej, zrekonstruowanego według projektu Adolfa Szyszko-Bohusza. Ostatnio poddano je konserwacji w 1992.
W latach 1925–1927 Xawery Dunikowski wykonał cykl 12 "głów wawelskich", m.in. Adama Mickiewicza, Anny Jagiellonki, Henryka Walezego, które nigdy nie znalazły się w stropie sali Poselskiej, niemniej jednak do dziś stanowią własność Zamku Wawelskiego.